# Españoles en el mundo
Españoles en el mundo és un programa de televisió d'Espanya produït per New Atlantis, que es va començar a emetre els dilluns i a partir de la segona temporada va canviar als dies dimarts a La 1. Hi ha reposicions de capítols antics els diumenges al matí. Aquest programa és de docu-reality com altres programes del mateix estil que emeten algunes televisions autonòmiques de la FORTA.
A partir de 2010, Españoles en el mundo, igual que tots els programes dels canals de TVE, va començar emetre's sense publicitat fent que el programa passés de durar uns 45 minuts a prop d'una hora (55 minuts). També, des del capítol 63, es va començar a emetre en format de pantalla panoràmica (16:9).

## Temàtica
En el programa un reporter presenta a diversos «espanyols arreu del món» que viuen en una mateixa ciutat, regió o país que ens van submergint en diferents aspectes culturals entre altres de la ciutat, regió o país que es visita. Cada programa pot estar dedicat a una sola ciutat (Shanghai, Nova Orleans, Toronto, Salzburg, etc.) a un país (Dinamarca, Etiòpia, Jordània, Guatemala, etc.) a una zona d'un país (Alaska, Jalisco, Nord de Xile, illes gregues, etc.) o a una zona de diversos països (Patagònia).
L'entorn principal on es desenvolupa el programa és un ambient de vida quotidiana, al qual es desplacen el reporter i l'operador de càmera, intentant interferir el menys possible per a reproduir en un marc de desenvolupament pròxim als subjectes la seva vida quotidiana.

### Crítica
El programa ha rebut crítiques per donar una imatge exageradament positiva dels espanyols que viuen a l'estranger, la qual cosa ha impulsat a espanyols a buscar treball en països com Noruega fins i tot sense tenir estudis o sense conèixer l'idioma del lloc, cosa que en molts casos els deixava en situacions d'indigència.

### Contrapart
TVE també compta amb Destino: España, una versió que és l'oposada d' Españoles en el Mundo. Aquest programa tracta d'estrangers que viuen a Espanya. D'altra banda, també va haver-hi un programa que presentava a espanyols vivint en terres hostils: ¿Qué hago yo aquí?, del que només es va emetre una temporada, en 2013.

## Llista de programes
| Temporada | Temporada | Episodis | Estrena                | Final                  | Audiència mitjana | Audiència mitjana | Audiència mitjana |
| Temporada | Temporada | Episodis | Estrena                | Final                  | Espectadors       | Quota             |                   |
| --------- | --------- | -------- | ---------------------- | ---------------------- | ----------------- | ----------------- | ----------------- |
|           | 1         | 14       | 23 de febrer de 2009   | 8 de juny de 2009      | 1 288 000         | 12,0%             |                   |
|           | 2         | 11       | 22 de juny de 2009     | 8 de setembre de 2009  | 2 304 000         | 16,3%             |                   |
|           | 3         | 12       | 15 de setembre de 2009 | 8 de desembre de 2009  | 2 494 000         | 13,6%             |                   |
|           | 4         | 11       | 15 de desembre de 2009 | 23 de març de 2010     | 3 273 000         | 16,5%             |                   |
|           | 5         | 14       | 20 d'abril de 2010     | 28 de setembre de 2010 | 2 830 000         | 14,7%             |                   |
|           | 6         | 12       | 5 d'octubre de 2010    | 4 de gener de 2011     | 2 636 000         | 13,4%             |                   |
|           | 7         | 14       | 11 de gener de 2011    | 12 d'abril de 2011     | 2 946 000         | 14,6%             |                   |
|           | 8         | 11       | 19 d'abril de 2011     | 28 de juny de 2011     | 2 689 000         | 14,5%             |                   |
|           | 9         | 40       | 13 de setembre de 2011 | 31 de juliol de 2012   | 2 212 000         | 11,2%             |                   |
|           | 10        | 16       | 4 de setembre de 2012  | 25 de desembre de 2012 | 1 941 000         | 10,1%             |                   |
|           | 11        | 25       | 9 de gener de 2013     | 10 de juliol de 2013   | 1 334 000         | 9,1%              |                   |
|           | 12        | 23       | 25 de novembre de 2013 | 21 de juliol de 2014   | 994 000           | 8,3%              |                   |
|           | 13        | 13       | 6 de gener de 2015     | 1 d'abril de 2015      | 618 000           | 7,2%              |                   |
|           | 14        | 26       | 13 de juliol de 2017   | 6 de febrer de 2018    | 822 000           | 8,5%              |                   |
|           | 15        | 23       | 5 d'abril de 2018      | 18 de setembre de 2018 | 500 000           | 5,8%              |                   |
|           | 16        | 16       | 25 d'abril de 2019     | 8 d'agost de 2019      |                   |                   |                   |
| Total     | Total     | 281      | -                      | -                      | -                 | -                 |                   |

## Produccions relacionades

### En canals autonómics
- Andaluces por el mundo[6][7] (Canal Sur)
- Andaluces X América[8][9] (Canal Sur)
- AxEuropa[10] (Canal Sur)
- Aragoneses por el mundo[11][12] (Aragón TV)
- ADN aragonés en el mundo[13] (Aragón TV)
- Asturianos en el mundo[14] (RTPA)
- Después del Mar[15] (RTPA)
- Balears pel món[16] (IB3 Televisió)
- Canarios por el mundo[17][18] (Radio Televisión Canaria)
- Castilla y León en el mundo[19] (Radio Televisión de Castilla y León)
- Castellanomanchegos por el Mundo[20] (Castilla-La Mancha Media)
- Catalans al món[21] (TV3)
- Afers exteriors[22] (TV3)
- Ceutíes por el mundo[23] (Radio Televisión Ceuta)
- Extremeños en el mundo[24] (Canal Extremadura)
- Galegos no mundo[25] (CRTVG)
- Madrileños por el mundo[26][27] (Telemadrid)
- Melillenses en el mundo[28][29] (Popular TV Melilla)
- Murcianos por el mundo[30] (7RM)
- Riojanos en Europa[31] (Popular TV La Rioja)
- Valencians pel Món[32] (RTVV)
- Valencians al món[33] (À Punt)
- Vascos por el mundo[34][35] (EiTB)
- Mondo difficile[36][37] (EiTB)

### En altres canals espanyols
- Cocineros españoles por el mundo[38] (Canal Cocina)
- Madridistas por el mundo[39] (Real Madrid TV)
- Misioneros por el mundo[40] (Trece)

### En canals estrangers
| País      | Nom                                            | Estrena                | Cadena     |
| --------- | ---------------------------------------------- | ---------------------- | ---------- |
| Argentina | Clase turista: el mundo según los argentinos   | 21 de setembre de 2010 | Telefe     |
| Argentina | Nuestros cocineros por el mundo                |                        | El Gourmet |
| Argentina | Resto del mundo                                |                        | El trece   |
| Brasil    | Classe Turista: O Mundo Segundo os Brasileiros | 4 de gener de 2011     | Band       |
| Xile      | Clase turista: el mundo según los chilenos     | 9 de gener de 2011     | TVN        |
| Xile      | Siempre hay un chileno                         |                        | Canal 13   |
| Mèxic     | Mexicanos en el extranjero                     | 24 de juliol de 2012   | Canal Once |
| Paraguai  | Tereré en el mundo                             |                        | Unicanal   |
| Portugal  | Portugueses pelo Mundo                         | 19 de juny de 2011     | RTP1       |
| Perú      | Peruanos en el mundo                           |                        | TV Perú    |
| Uruguai   | Uruguayos en el mundo                          |                        | Canal 10   |
| Veneçuela | Venezolanos x el mundo                         |                        |            |

### En plataformes destreaming
- Latinos por el mundo[50][51] (Amazon Prime Video) (també a Caracol Internacional).